# Mareșal (Rumunia)
Mareșal – najwyższy, marszałkowski stopień wojskowy w Rumuńskich Siłach Zbrojnych. Zarezerwowany dla wybitnych dowódców i przywódców państwowych. W historii Rumunii tylko trzech oficerów, trzech monarchów oraz honorowo król Jugosławii. Odpowiednikiem polskim jest marszałek Polski.

## Historia
Stopień mareșala został ustanowiony w Królestwie Rumunii w 1918 roku, pod sam koniec I wojny światowej. Wprowadzenie go miało na celu uhonorowanie najważniejszych dowódców wojskowych, którzy odegrali kluczową rolę w krajowych wysiłkach wojennych. Stopień ten jest zarezerwowano dla osób o wyjątkowych zasługach, przez co był nadawany wyjątkowo rzadko.

## Status prawny
Stopień mareșala w Rumunii nie jest nadawany w czasach pokoju. Ustawa z dnia 11 lipca 1995 roku dotycząca organizacji i funkcjonowania Rumuńskich Sił Zbrojnych, reguluje kwestie stopni wojskowych, ale nie przewiduje możliwości nadawania stopnia mareșala w warunkach pokoju. W praktyce, stopień ten zachował swoje znaczenie historyczne, ale nie pełni już aktywnej roli w strukturze sił zbrojnych .

## Posiadacze
| Nazwisko                      | Zdjęcie | Lata życia | Lata służby w stopniu mareșala | Rola | Źródło |
| ----------------------------- | ------- | ---------- | ------------------------------ | --- | ------ |
| Ferdynand I                   |         | 1865–1927  | 1918–1927                      | król Rumunii | [ 3 ]  |
| Constantin Prezan             |         | 1861–1943  | 1918–1943                      | dowódca 4 Armii i szef Sztabu Generalnego podczas I wojny światowej głównodowodzący interwencją na Węgrzech                                               | [ 4 ]  |
| Alexandru Averescu            |         | 1859–1938  | 1930–1938                      | dowódca tłumienia powstania chłopskiego w Mołdawii szef Sztabu Generalnego podczas II wojny bałkańskiej dowódca 3 Armii podczas I wojny światowej premier | [ 5 ]  |
| Karol II                      |         | 1893–1953  | 1930–1940                      | król Rumunii | [ 6 ]  |
| Aleksander I Karadziordziewić |         | 1888–1934  | stopień honorowy               | król sojuszniczego państwa, Jugosławii | [ 7 ]  |
| Michał I                      |         | 1921–2017  | 1941–1947                      | król Rumunii | [ 8 ]  |
| Ion Antonescu                 |         | 1882–1946  | 1941–1944                      | Conducător Rumunii przywódca państwa podczas II wojny światowej premier                                                                                   | [ 9 ]  |